# Faylun
Faylun (tiếng Ả Rập: فيلون) là một ngôi làng ở phía bắc Syria, một phần hành chính của Tỉnh Idlib, nằm ở phía nam Idlib. Các địa phương lân cận bao gồm al-Mastumah ở phía đông, Idlib ở phía bắc, Ayn Shib ở phía tây bắc, Kurin ở phía tây, Nahlaya ở phía nam và Ariha ở phía nam. Theo Cục Thống kê Trung ương Syria, Faylun có dân số 3.136 người trong cuộc điều tra dân số năm 2004.